# Nocturnos, op. 27

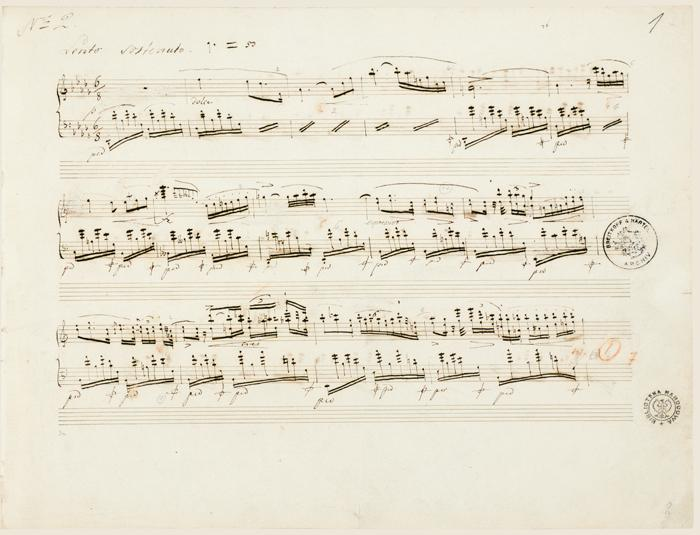
Manuscrito del Nocturno op. 27, n.° 2

Los Nocturnos, op. 27 son un conjunto de dos nocturnos para piano solo compuesto por Frédéric Chopin. Las piezas fueron compuestas en 1836 y publicadas en 1837. Los dos nocturnos de esta obra están dedicados a la Condesa de Apóny.
Esta publicación marcó la transición de Nocturnos en grupos de tres a pares contrastantes. Mientras que los Nocturnos, op. 9 y op. 15 incluían tres nocturnos cada uno, el resto de nocturnos de Chopin publicados durante su vida estaban en grupos de dos.
David Dubal cree que las piezas "se describen más acertadamente como baladas en miniatura." Blair Johnson afirma que estos dos nocturnos son "dos de los nocturnos más poderosos y famosos que [Chopin] haya escrito jamás" y que estos nocturnos son "prácticamente irreconocibles" para la tradición nocturna de John Field.

## Nocturno en do sostenido menor, Op. 27, n.° 1

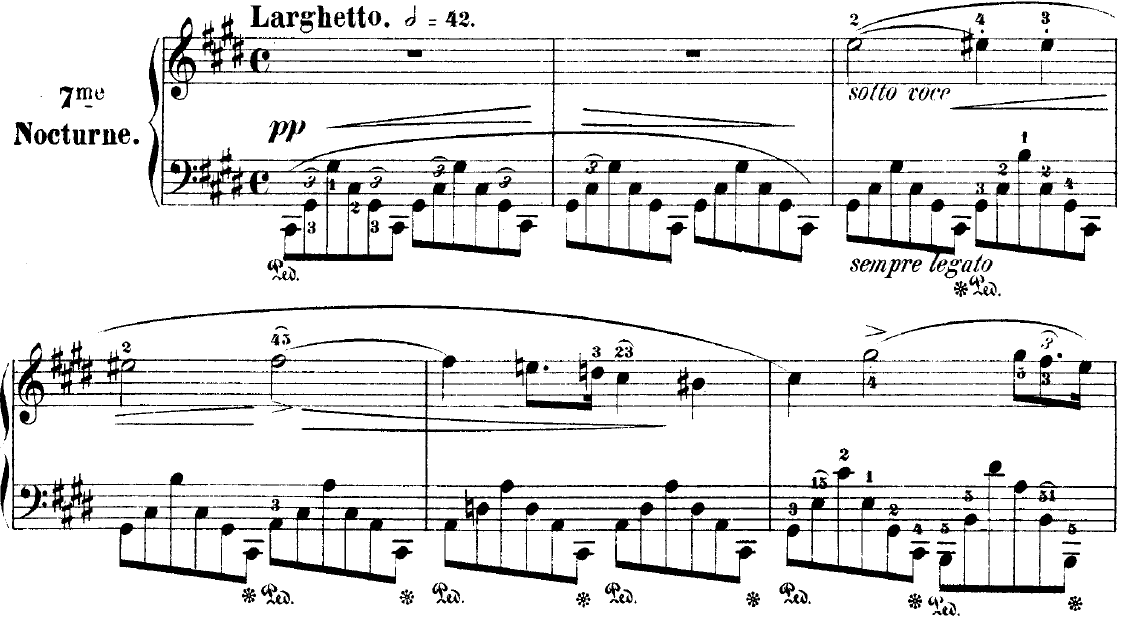
Compases de apertura del Nocturno n.° 1 en C menor

El Nocturno en do sostenido menor, denominado Nocturno n.° 7 en el contexto del conjunto completo de Nocturnos de Chopin, está inicialmente marcado como larghetto y está en compás de  4
4, escrito como tiempo común. Hace la transición a più mosso (más movimiento) en el compás 29, junto con un cambio de tipo de métrica a compás de 3
4. La pieza vuelve a su tempo y compás originales en el compás 84 y termina en un adagio en el compás 99. La pieza tiene 101 compases y está escrita en forma ternaria con coda; se introduce el tema principal, seguido de un tema secundario y una repetición del primero.
La introducción alterna entre tonalidad mayor y menor y usa arpegios amplios, que también se encuentran comúnmente en otros nocturnos, en la mano izquierda; tales arpegios requieren una mano izquierda grande para tocar sin problemas. James Huneker comentó que la pieza es "una obra maestra", apuntando a la "melodía mórbida y persistente" de la mano izquierda. El più mosso usa principalmente tresillos en la mano izquierda y modula a la♭ mayor en el compás 49. Termina con una cadencia antes de volver al tema principal. Para David Dubal, el più mosso tiene un "poder vehemente e inquieto" Huneker también compara el più mosso con una obra de Beethoven debido a la naturaleza agitada de esta sección. La coda "recuerda al oyente la prodigalidad aparentemente inagotable de Chopin" según Dubal, mientras que Huneker lo llama un "clímax sorprendente seguido de brillo del sol" antes de volver al tema de apertura.

### En el teatro
El primer dúo del ballet In the Night de Jerome Robbins (1970) fue coreografiado con este Nocturno.

### Extractos

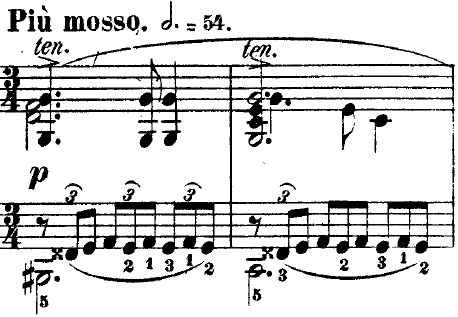
El segundo tema del Nocturno n.° 1 en C♯ menor
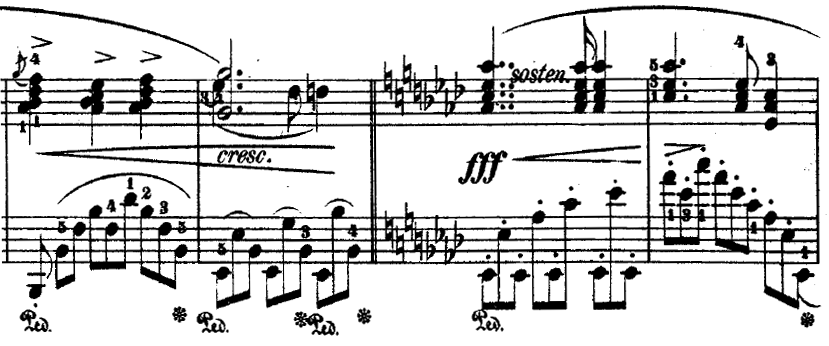
Modulación a la♭ mayor

## Nocturno en re bemol mayor, op. 27, n.° 2

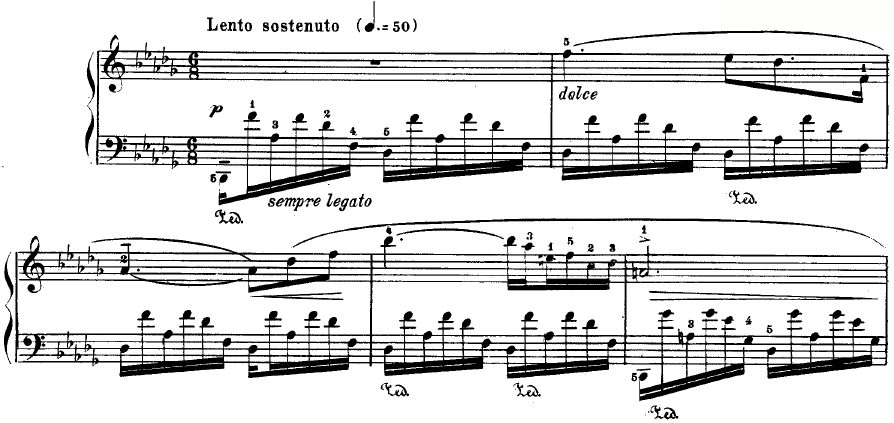
Los primeros compases

El Nocturno en re bemol mayor, conocido como Nocturno n.° 8 en el contexto del conjunto completo de Nocturnes de Chopin, es una de las composiciones más populares de Chopin. Inicialmente está marcado como lento sostenuto y está en compás de 6
8. Consta de dos estrofas , repetidas en variaciones cada vez más complejas. La pieza tiene 77 compases de largo.

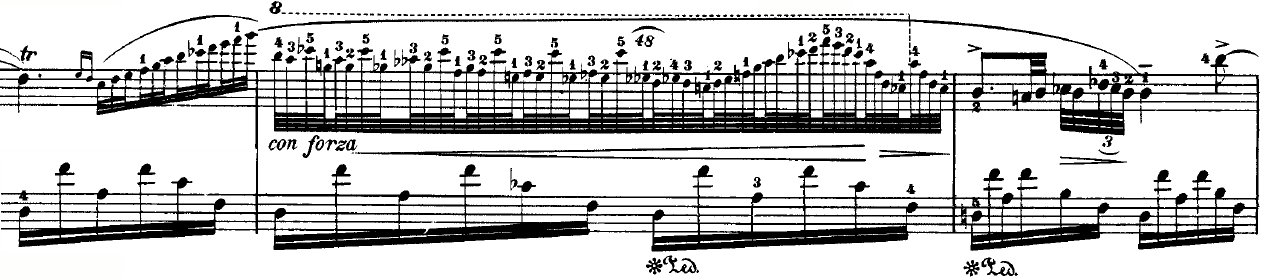
Algunas de las ornamentaciones sumamente intrincadas del n.° 2

Blair Johnston llama a la cadencia principal, cerca del final de la pieza, "uno de los momentos más gloriosos de toda la producción de Chopin". Johnston también llama a la pieza "uno de los ensayos más elegantes [de Chopin] sobre prácticas ornamentales de fioritura". Huneker afirma que la pieza "realmente contiene un solo tema, y es una canción del dulce verano de dos almas, porque obviamente hay un significado en la dualidad de voces". La pieza contiene una armonía de acordes rotos que se toca con la mano izquierda, un hábito que Chopin tenía al componer sus nocturnos, mientras que la mano derecha toca la melodía principal, a menudo con la adición de una segunda voz. Varias secciones que constan de notas de gracia y polirritmos se suman al estado de ánimo delicado y algo melancólico que transmite la pieza.
La pieza ha aparecido ocasionalmente en la cultura popular, como en la película de 1977 The Spy Who Loved Me, la película rusa de 1998 The Barber of Siberia y el webcomic Saturday Morning Breakfast Cereal.